# 천문 상수
천문 상수(astronomical constant)는 천문학에서 사용하는 물리 상수를 말한다. 천문 상수들은 국제천문연맹(IAU)에서 그 값과 함께 여러 차례 공표하였는데, 1964년과 1976년에 상수를 정했으며, 1994년 업데이트하였다.. 2009년 IAU는 현재 사용되는 상수 목록을 정했으며, 관측을 통해 더 정확해지는 상수값을 인정하였지만 적용하지는 않았다. 하지만 새로운 측정값을 통해 더욱 정밀한 값을 정하기 위한 팀을 운영 중이다. 상수 목록은 다양한 곳에서 널리 쓰이고 있다.
IAU 상수 목록과 더불어 국제 지구자전 좌표국에서도 지구의 방향과 자전에 대한 상수를 기술적으로 정의한다.
IAU 상수들을 통해 천문학의 길이, 질량, 시간 단위가 정의되며, 빛의 속력과 중력 상수를 통해 국제단위계 단위와 천문학 단위와의 변환이 가능하다. 관측 시점에 따라서 상수의 값이 약간씩 변동이 있으며, 질량중심 역학시(TDB)나 제트추진연구소의 Teph 천체력에서는 지구 표면(지오이드)의 관측자가 오랫동안 관측했을 경우 얻으리라 예상되는 평균값을 사용한다. IAU는 국제단위계 단위 사용을 권장하며, 이 값은 태양계의 질량중심에 있는 관측자가 얻으리라 예상되는 값이다. 이 값은 다음 변환을 통해 얻을 수 있다.
{\displaystyle \tau _{A}({\rm {SI}})=(1+L_{\rm {B}})^{\frac {1}{3}}\tau _{A}({\rm {TDB}})\,}
{\displaystyle GE({\rm {SI}})=(1+L_{\rm {B}})GE({\rm {TDB}})\,}
{\displaystyle GS({\rm {SI}})=(1+L_{\rm {B}})GS({\rm {TDB}})\,}

## 천문단위계
천문에서의 시간 단위는 하루의 평균(D) 86400초이고, 질량 단위는 태양의 질량(S)이며, 길이 단위는 천문단위(AU)이다. 측정 단위를 이 셋으로 했을 때, 가우스 인력상수(k)의 값이 0.017 202 098 95으로 정해진다.

## 천문상수표
| 이름                                                          | 기호          | 값                               | 상대적인 불확실성 | 주석          |
| ------------------------------------------------------------- | ------------- | -------------------------------- | ----------------- | ------------- |
| 정의된 상수                                                   |               |                                  |                   |               |
| 가우스 인력상수                                               | k             | 0.017 202 098 95 A3/2 S−1/2 D−1  | 정의됨            | [ 2 ]         |
| 빛의 속력                                                     | c             | 299 792 458 m s−1                | 정의됨            | [ 7 ]         |
| TCG초에 대한 TT초의 평균 비                                   | 1 − LG        | 1 − 6.969 290 134×10−10          | 정의됨            | [ 8 ]         |
| TDB초에 대한 TCB초의 평균 비                                  | 1 − LB        | 1 − 1.550 519 767 72×10−8        | 정의됨            | [ 9 ]         |
| 주요 상수                                                     |               |                                  |                   |               |
| TCG초에 대한 TCB초의 평균 비                                  | 1 − LC        | 1 − 1.480 826 867 41×10−8        | 1.4×10−9          | [ 8 ]         |
| 단위거리에 대한 빛 시간(Light-time)                           | τA            | 499.004 786 3852 s               | 4.0×10−11         | [ 10 ] [ 11 ] |
| 지구의 적도 반지름                                            | ae            | 6.378 1366×106 m                 | 1.6×10−8          | [ 11 ]        |
| 지오이드의 퍼텐셜                                             | W0            | 6.263 685 60×107 m2 s−2          | 8.0×10−9          | [ 11 ]        |
| 지구의 역학적 형태 인자                                       | J2            | 0.001 082 6359                   | 9.2×10−8          | [ 11 ]        |
| 지구의 편평률                                                 | 1/ƒ           | 0.003 352 8197 = 1/298.256 42    | 3.4×10−8          | [ 11 ]        |
| 지심 중력 상수                                                | GE            | 3.986 004 391×1014 m3 s−2        | 2.0×10−9          | [ 10 ]        |
| 중력 상수                                                     | G             | 6.673 84×10−11 m3 kg−1 s−2       | 1.2×10−4          | [ 10 ] [ 12 ] |
| 지구질량에 대한 달 질량의 비                                  | μ             | 0.012 300 0383 = 1/81.300 56     | 4.0×10−8          | [ 10 ] [ 11 ] |
| 기본 역기점 J2000에서의 율리우스 세기당 경도의 일반 세차 운동 | ρ             | 5028.796 195″                    | *                 | [ 13 ]        |
| 기본 역기점 J2000에서의 황도경사각                            | ε             | 23° 26′ 21.406″                  | *                 | [ 13 ]        |
| 파생된 상수                                                   |               |                                  |                   |               |
| 기본 역기점 J2000에서의 장동 상수                             | N             | 9.205 2331″                      | *                 | [ 14 ]        |
| 단위길이 = cτA                                                | A             | 149 597 870 691 m                | 4.0×10−11         | [ 10 ] [ 11 ] |
| 태양 시차 = arcsin(ae/A)                                      | π☉            | 8.794 1433″                      | 1.6×10−8          | †             |
| 기본 역기점 J2000에서의 행차 상수                             | κ             | 20.495 52″                       |                   | [ 2 ]         |
| 태양 중력 상수 = A3k2/D2                                      | GS            | 1.327 2440×1020 m3 s−2           | 3.8×10−10         | [ 11 ]        |
| 지구질량에 대한 태양질량의 비 = (GS)/(GE)                     | S/E           | 332 946.050 895                  |                   | [ 10 ]        |
| (지구+달)질량에 대한 태양질량의 비                            | (S/E) (1 + μ) | 328 900.561 400                  |                   | [ 10 ]        |
| 태양질량 = (GS)/G                                             | S             | 1.98855×1030 kg                  | 1.0×10−4          | †             |
| 행성계의 질량: 행성의 질량에 대한 태양질량의 비               |               |                                  |                   |               |
| 수성                                                          |               | 6 023 600                        |                   |               |
| 금성                                                          |               | 408 523.71                       |                   |               |
| 지구 + 달                                                     |               | 328 900.561 400                  |                   |               |
| 화성                                                          |               | 3 098 708                        |                   |               |
| 목성                                                          |               | 1047.3486                        |                   |               |
| 토성                                                          |               | 3497.898                         |                   |               |
| 천왕성                                                        |               | 22 902.98                        |                   |               |
| 해왕성                                                        |               | 19 412.24                        |                   |               |
| 명왕성                                                        |               | 135 200 000                      |                   |               |
| 기타 상수 (표준 IAU 체계에 미포함)                            |               |                                  |                   |               |
| 파섹 = A/tan(1")                                              | pc            | 3.085 677 581 28×1016 m          | 4.0×10−11         | †             |
| 광년 = 365.25cD                                               | ly            | 9.460 730 472 5808×1015 m        | 정의됨            | †             |
| 허블 상수                                                     | H0            | 70.1 km s−1 Mpc−1                | 0.019             | [ 16 ]        |
| 태양 광도                                                     | L☉            | 3.939×1026 W = 2.107×10−15 S D−1 | 변동, ±0.1%       | [ 17 ]        |

참조
* 세차 및 장동에 대한 이론이 1976년 이후 발전되어 왔고, 이로 인해 황도의 정의에도 영향이 갔다. 이 값은 과거의 이론에서는 잘 맞지만, 현대 모델에서는 추가적인 상수가 필요하다.
† 이 파생 상수들의 정의는 인용된 문헌에서 가져왔지만, 더 정확한 값은 직접 계산되었다.